# Universidade de Neuchâtel

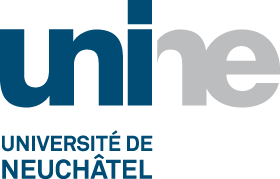
Logo da Universidade de Neuchâtel

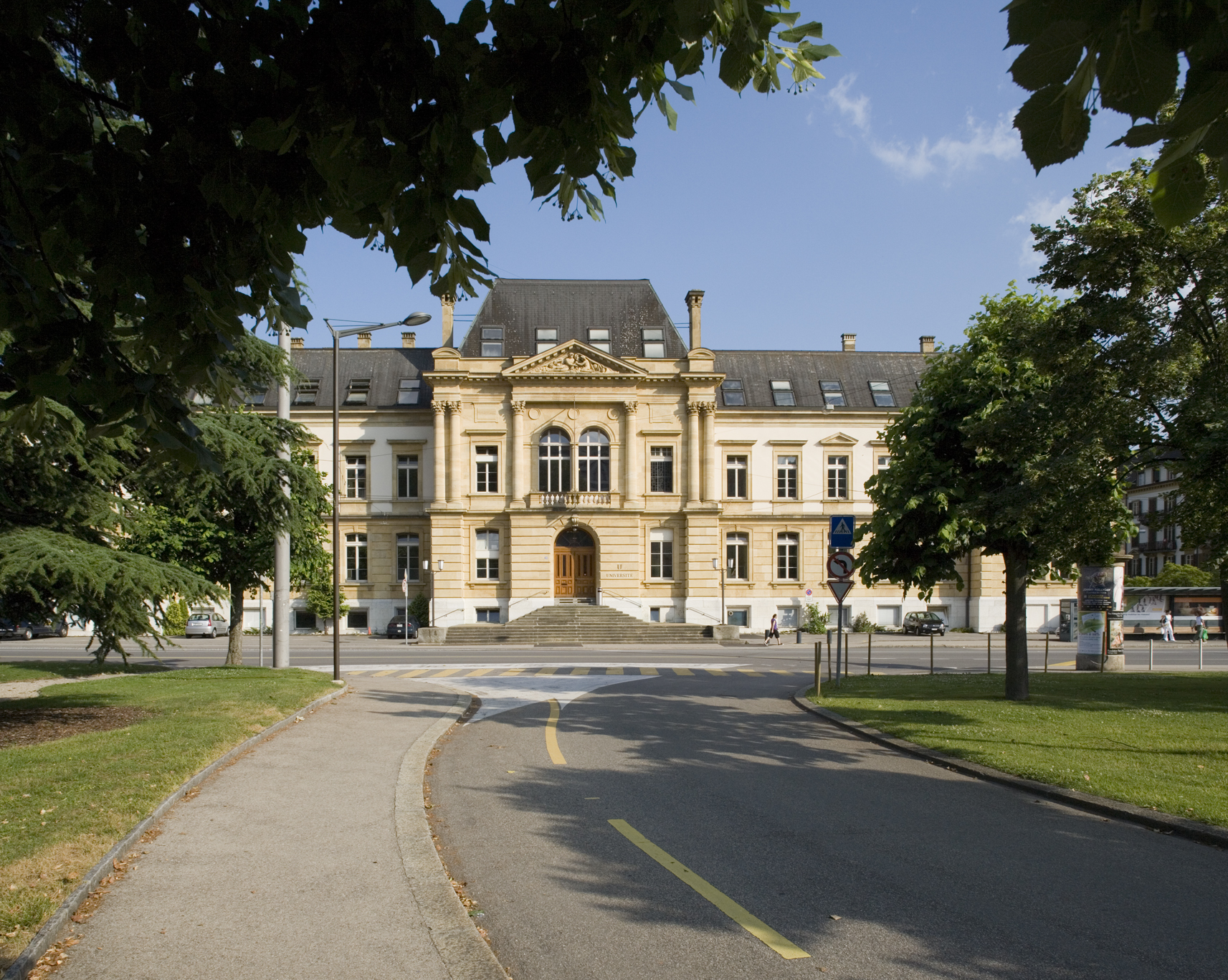

A Universidade de Neuchâtel, localizada na Suíça, foi criada a partir da Academia de Neuchâtel (1838-1866) e possui graus de diplomação para bacharel, mestre e doutorado.
Embora de língua francesa, alguns programas de pós-graduação são ministrados em inglês. Com mais de quatro mil estudantes entre suíços e estrangeiros, a universidade possui mais de mil funcionários em suas cinco faculdades e oferece cursos nas áreas de ciências humanas, ciências naturais, direito, economia e teologia.
Seu aluno mais conhecido foi o biólogo Jean Piaget.

## Acordo internacional
O Brasil assinou com a Universidade de Neuchâtel um "acordo de cooperação científica" em setembro do ano de 2009.